# يوم الصحة النفسية العالمي
اليوم العالمي للصحة النفسية ، يحتفل فيه كل عام في يوم 10 أكتوبر لإذكاء الوعي العام بقضايا الصحة النفسية. والغرض من هذا اليوم هو إجراء مناقشات أكثر انفتاحاً بشأن الأمراض النفسية وتوظيف الاستثمارات في الخدمات ووسائل الوقاية على حد سواء. وتشير الإحصاءات الصادرة عن منظمة الصحة العالمية عام 2002 إلى أنّ 154 مليون نسمة يعانون من الاكتئاب عالميا، علماً بأنّ الاكتئاب ليس إلاّ أحد أنواع الأمراض النفسية. وكان أول الاحتفالات عام 1992 بناء على مبادرة من الاتحاد العالمي للصحة النفسية ، وهي منظمة دولية للصحة النفسية مع أعضاء وشركاء في أكثر من 150 بلدا. في بعض البلدان مثل هذا اليوم هو جزء من عملية أكبر لأسبوع التوعية بمرض نفسي.

## الشعارات
- 2009 :الصحة النفسية في الرعاية الأولية: تعزيز العلاج والصحة النفسية.